# Яхновський Олександр Вікторович
Олекса́ндр Ві́кторович Яхно́вський (24 жовтня 1974 — 18 липня 2016) — старший прапорщик Збройних сил України, учасник російсько-української війни.

## Життєпис
Народився 1974 року в селі Мартиновичі (Поліський район, Київська область). 1978 року з батьками переїхав на Житомирщину — в село Скурати (Малинський район). Після закінчення скуратівської середньої школи 1992 року призваний до лав ЗСУ; два роки служив у прикордонних військах на Львівщині. 1994 року переїхав до Керчі, де працював інструктором по спорту в Національній гвардії. Згодом продовжив військову службу в Керченському батальйоні морської піхоти.
Після окупації Криму російськими військами вийшов на материкову Україну — разом з дружиною та донькою (на собі привіз прапор України), переїхали у Миколаїв. На початку бойових дій вирушив на фронт, більше року воював на передовій: старший прапорщик, головний старшина 501-го батальйону.
Помер 18 липня 2016 року в Бердянську від серцевого нападу.
20 липня 2016-го з Олександром попрощалися у військовій частині в Миколаєві; похований 21 липня в селі Скурати (Малинський район).
Без Олександра лишились мама, дружина, донька та онук, який народився в Керчі (Олександр його так і не побачив).

## Нагороди та вшанування

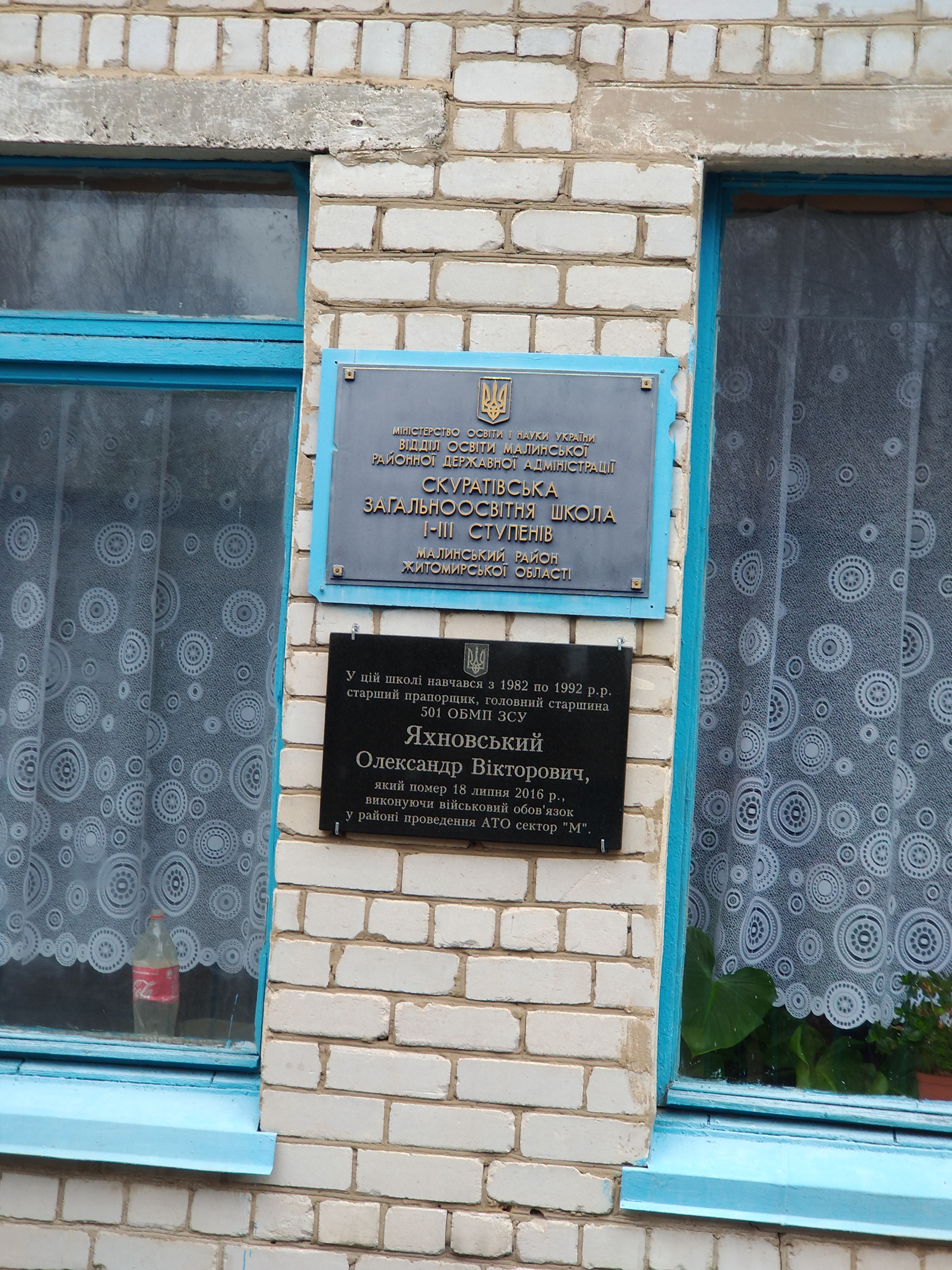
Меморіальна дошка О. Яхновському в с. Скурати

- Орден «За мужність» III ступеня (3 липня 2015, посмертно) — за особисту мужність і високий професіоналізм, виявлені у захисті державного суверенітету та територіальної цілісності України, вірність військовій присязі[1]
- 24 жовтня 2017 в скуратівській ЗОШ відкрито та освячено меморіальну дошку Олександру Яхновському.[2]
- Для вшанування Олександра, за місцем його проживання, було названо десантний катер проекту 58503 «Кентавр-ЛК» — «Малин».